# Paratephritis formosensis
Paratephritis formosensis är en tvåvingeart som beskrevs av Tokuichi Shiraki 1933. Paratephritis formosensis ingår i släktet Paratephritis och familjen borrflugor.
Artens utbredningsområde är Taiwan. Inga underarter finns listade i Catalogue of Life.